# Christopher Mayfield
Christopher John Mayfield (* 18. Dezember 1935 in Plymouth) ist ein britischer anglikanischer Theologe. Er war von 1993 bis 2002 Bischof der Diözese Manchester in der Church of England.
Mayfield wurde als Sohn von Dr. Roger Mayfield und dessen Ehefrau Muriel Mayfield geboren. Er wuchs in Worcester auf. Er besuchte die Sedbergh School in Sedbergh in der Grafschaft Cumbria. Er studierte Ingenieurwissenschaften (Mechanical Sciences) am Gonville and Caius College der Universität Cambridge. Nach seinem Studienabschluss unterrichtete er zunächst vier Jahre Ingenieurwesen in der Royal Air Force. 1963 wurde er zum Diakon geweiht; 1964 folgte die Priesterweihe. Seine Priesterlaufbahn begann er von 1963 bis 1967 als Vikar (Curate) an der St Martin's in the Bull Ring Church in Birmingham. Von 1967 bis 1971 war er Lektor (Lecturer) an der St Martin's in the Bull Ring Church. Anschließend war er von 1971 bis 1980 Pfarrer (Vicar) an der St Mary’s Church in Luton. Gleichzeitig war er von 1971 bis 1976 Pfarrer (Vicar) von East Hyde. 1974 wurde er Landdekan (Rural Dean) von Luton. Dieses Amt übte er bis 1979 aus. Von 1979 bis 1985 wirkte er als Archidiakon von Bedford (Archdeacon of Bedford). 
1985 wurde er zum Bischof geweiht. Von 1985 bis 1993 war er als „Bischof von Wolverhampton“ Suffraganbischof in der Diözese Lichfield in der Church of England. 1993 wurde er, als Nachfolger von Stanley Booth-Clibborn, Bischof von Manchester in der Church of England. 2002 ging er in den Ruhestand. Sein Nachfolger als Bischof von Manchester wurde am 1. Oktober 2002 Nigel McCulloch. Nach seinem Ruhestand wirkte er seit 2002 als Ehrenamtlicher Hilfsbischof (Honorary Assistant Bishop) in der Diözese von Worcester. Mayfield gehörte in der Church of England zu den Anhängern der Frauenordination.
1962 heiratete er Caroline Roberts. Aus der Ehe gingen drei Kinder hervor, zwei Söhne und eine Tochter. Zu seinen Hobbys und Freizeitaktivitäten gehören Ehe, Missionstätigkeit und Evangelikalismus, Spazierengehen und Cricket.

## Mitgliedschaft im House of Lords
Mayfield gehörte in seiner Eigenschaft als Bischof von Manchester von November 1997 bis zu seinem Ruhestand Ende September 2002 als Bischof von Manchester als Geistlicher Lord dem House of Lords an. 
Im Hansard sind insgesamt 17 Wortbeiträge Mayfields aus den Jahren 1998, 2000, 2001 und 2002 dokumentiert. Seine erste Wortmeldung erfolgte am 1. Juli 1998 im Rahmen einer Debatte zur Entwicklungshilfe. Am 24. September 2002 meldete er sich, kurz vor Ablauf seiner Amtszeit, bei einer Debatte zum Irak-Krieg zuletzt zu Wort.